# حوزه انتخابیه کرمانشاه
حوزهٔ انتخاباتی کرمانشاه یکی از حوزه از حوزه‌های استان کرمانشاه برای انتخابات مجلس شورای اسلامی است. این حوزه به مرکزیت کرمانشاه، ۳ نماینده دارد.

## نمایندگاندوره دوازدهم
| ردیف | نام           | شمار آرا | درصد آرا | دور انتخابات | حزب                               | ائتلاف                             | توضیحات                               |
| ---- | ------------- | -------- | -------- | ------------ | --------------------------------- | ---------------------------------- | ------------------------------------- |
| ۱    | محمد رشیدی    | ۶۱,۰۵۸   | -        | اول          | جمعیت پیشرفت و عدالت ایران اسلامی | شورای ائتلاف نیروهای انقلاب اسلامی | -                                     |
| ۲    | عبدالرضا مصری | ۷۳,۸۹۴   | -        | دوم          | حزب مؤتلفه اسلامی                 | شورای ائتلاف نیروهای انقلاب اسلامی | در دور اول با ۴۷,۶۷۱ رأی، دوم شده‌بود. |
| ۳    | فضل‌الله رنجبر | ۵۴,۱۲۱   | -        | دوم          | نامشخص                            | نامشخص                             | در دور اول با ۳۴,۱۳۸ رأی، سوم شده‌بود. |

در انتخابات مجلس دوازدهم تعداد برگه‌های صحیح حوزۀ کرمانشاه ۲۴۳,۷۴۵ برگه بود. تعداد کاندیداها در این حوزه ۱۱۱ نفر بود. محمد رشیدی توانست در دور اول به مجلس راه بیابد، اما عبدالرضا مصری، فضل‌الله رنجبر، جهانبخش امینی و ابراهیم رحیمی زنگنه به دور دوم راه یافتند. در دور دوم مصری و رنجبر با افزایش رأی خود وارد مجلس شدند. میزان آرای جهانبخش امینی در دور اول ۳۱,۷۸۲ و در دور دوم ۴۷,۷۱۶ رأی و ابراهیم رحیمی زنگنه نیز در دور اول ۲۹,۹۸۶ و در دور دوم ۴۸,۱۸۴ رأی بود.

## نمایندگاندوره یازدهم
| ردیف | نام           | شمار آرا | درصد آرا | دور انتخابات | حزب                               | ائتلاف                             | توضیحات                                 |
| ---- | ------------- | -------- | -------- | ------------ | --------------------------------- | ---------------------------------- | --------------------------------------- |
| ۱    | عبدالرضا مصری | ۹۵,۰۶۱   | -        | اول          | حزب مؤتلفه اسلامی                 | شورای ائتلاف نیروهای انقلاب اسلامی | -                                       |
| ۲    | محمد رشیدی    | ۵۷,۱۷۰   | -        | اول          | جمعیت پیشرفت و عدالت ایران اسلامی | شورای ائتلاف نیروهای انقلاب اسلامی | -                                       |
| ۳    | ابراهیم عزیزی | ۲۱,۹۶۶   | -        | دوم          | نامشخص                            | شورای ائتلاف نیروهای انقلاب اسلامی | در دور اول با ۳۹,۴۹۵ رأی، چهارم شده‌بود. |

در انتخابات مجلس یازدهم مجموع آرای مأخوذۀ حوزۀ کرمانشاه در دور اول ۲۶۰,۰۴۲ رأی بود. تعداد کاندیداها در این حوزه ۶۳ نفر بود. در دور دوم تعداد برگه‌های صحیح ۴۶,۳۵۳ برگه بود. عبدالرضا مصری و محمد رشیدی توانستند در دور اول به مجلس راه بیابند، اما سلمان محمدی و ابراهیم عزیزی به دور دوم راه یافتند. در دور دوم عزیزی علیرغم کاهش رأی خود وارد مجلس شد. میزان آرای سلمان محمدی در دور اول ۴۰,۱۵۷ و در دور دوم ۲۱,۴۷۵ رأی بود.

## پی‌نوشت و منبع
1. 1 2 3 4 5  خبرگزاری دانشجویان ایران (ایسنا): میزان آرای همۀ داوطلبان انتخابات مجلس در کرمانشاه اعلام شد، نوشته‌شده در ۱۲ اسفند ۱۴۰۲؛ بازدید در ۱۹ مهر ۱۴۰۳.
2. 1 2 3 4  خبرگزاری مهر: آگهی نتیجه انتخابات مجلس در حوزه انتخابیه کرمانشاه منتشر شد، نوشته‌شده در ۲۳ اردیبهشت ۱۴۰۳؛ بازدید در ۱۹ مهر ۱۴۰۳.
3. 1 2 3 4  خبرگزاری دانشجویان ایران (ایسنا): نتیجۀ کامل انتخابات حوزۀ انتخابیۀ کرمانشاه + میزان آرای کاندیداها، نوشته‌شده در ۴ اسفند ۱۳۹۸؛ بازدید در ۱۹ مهر ۱۴۰۳.
4. 1 2 3  خبرگزاری مهر: ابراهیم عزیزی هشتمین نمایندۀ کرمانشاه در مجلس شد، نوشته‌شده در ۲۲ شهریور ۱۳۹۹؛ بازدید در ۱۹ مهر ۱۴۰۳.

- «جدول حوزه‌های انتخابیه در انتخابات دهمین دورهٔ مجلس شورای اسلامی» (PDF). مرکز پژوهش و سنجش افکار صدا و سیما. بایگانی‌شده از اصلی (PDF) در ۵ اكتبر ۲۰۱۸. دریافت‌شده در ۲۶ ژوئیه ۲۰۱۶. تاریخ وارد شده در |archive-date= را بررسی کنید (کمک)